# 鼓膜器官
鼓膜器官（こまくきかん、英: tympanal organ, tympanic organ）は、一部の昆虫が有する聴覚器官のひとつ。鼓状器官とも呼ばれる。

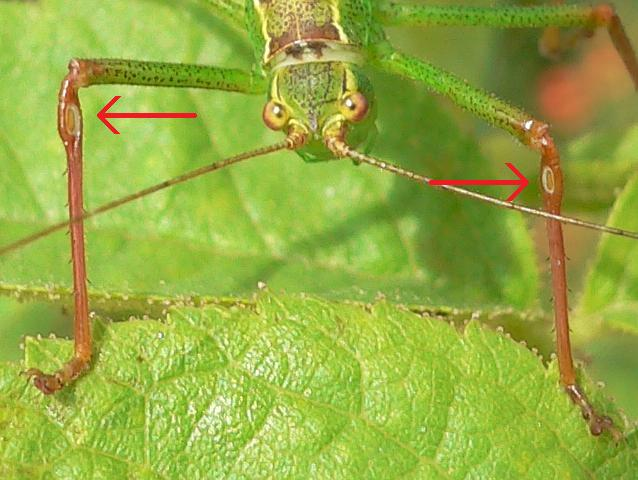
（キリギリス科）の前鼓膜（矢印）。前脚脛節に位置する。

## 概要
鼓膜器官は昆虫に固有の特殊化した聴覚器官であり、昆虫の「耳」と呼べる器官のひとつである。あらゆる昆虫が有するものではなく、また、分類群によってさまざまな差異が見られるが、音受容の基本的な原理は脊椎動物の耳に似る。構造としては一般的に、1）体表のクチクラが薄くなった部位（鼓膜）、2）鼓膜を裏打ちする気管、3）弦音器官（英語: Chordotonal organ） の三要素によって構成される。鼓膜器官による音の受容は、鼓膜の振動による気管の体積変化の機械刺激が、弦音器官を構成する感覚ニューロンを介して神経信号に変換されることで行われる。

## 多様性と進化
鼓膜器官は新翅類において、すくなくとも十数回以上独立して進化したと考えられ、その位置や外部形態、解剖学的構造、神経生理学的特性などは多様である。たとえば、鼓膜器官の位置は昆虫の口器、脚、翅、胸、腹など多岐にわたり、分類群ごとに異なる傾向がある。目レベルでは、最低でも下記の7つの目において鼓膜器官の存在が認められているが、目内においても、複数回の独立した鼓膜器官の獲得や二次的な喪失がしばしば認められる。
鼓膜器官によってもたらされる高度な聴覚の生態学的意義は、1）捕食者の検知と捕食の回避、2）種内コミュニケーション、3）寄主の探索、の三つに大別できると考えられる。一般に、聴覚の初期進化においては、1）の捕食者検知・捕食回避 が重要であったと考えられ、とくにコウモリの反響定位との関係がしばしば考察の対象となる。また、2）の音を信号としてやりとりする種内音響コミュニケーションとの関係も聴覚の進化を考えるうえで重要なトピックである。鼓膜器官の多様性は高く、進化的経緯も分類群ごとに異なっていると考えられる例が多い。1）の捕食者検知・捕食回避のための手段として進化してきた聴覚が、のちに種内コミュニケーションのために用いられるようになったと推測される例も多く、概説するのは難しい。
昆虫を含む多くの節足動物において、自身が接している物体（基質）を伝わる振動の検知能力（振動覚）はひろく一般的であるが、空気中や水中を伝わる音波の検知能力（聴覚）は比較的まれである。通常、振動は基質を介して一次元的または二次元的にしか伝わらないのに対して音波は三次元的に拡散するほか、減衰のパターンも異なる場合が多く、両者をなんらかの信号として用いる場合、とくに信号が届く範囲には差が生まれやすい。環境中における振動と音のふるまいの違いが昆虫の聴覚進化と関連している可能性は高い。鼓膜器官は、比較的遠距離を伝わる「音」の知覚に適した感覚器官であり、聴覚を有する昆虫の多くが鼓膜による音受容を行っている。
鼓膜器官の進化史を解明するにあたっては、さまざまなアプローチが必要となる。たとえば、鼓膜器官が昆虫の体のさまざまな部位に現れるのは鼓膜器官の元となる弦音器官が昆虫の各体節に散在するからであるが、鼓膜器官の多様な位置がどのように決定されるのかについては生態学的な観点以外にも、発生学的・神経生理学的な観点から考察が行われる。

### 鼓膜器官をもつ目
鼓膜器官はすくなくとも、カマキリ目、直翅目（バッタ目）、半翅目（カメムシ目）、鞘翅目（コウチュウ目）、脈翅目（アミメカゲロウ目）、双翅目（ハエ目）、鱗翅目（チョウ・ガ目）の7目において知られている。以下に概要を紹介するが、前述のとおり同一目内においても複数回の独立進化や二次的喪失が推測される場合が多く、目内のすべての種で鼓膜器官が見られるわけではない。また、今後の研究の進展によっては、いままで鼓膜器官が知られていなかった分類群において新たに鼓膜器官が発見・報告される可能性も残されている。

#### カマキリ目
すべての種で見られるわけではないが、鼓膜器官を有することが知られる。基本的に後胸（英語: Metathorax）の腹側正中線上に位置する一本の溝の内部に鼓膜器官を有する。陸上動物の耳は音源定位のために体の左右の離れた場所に対となって位置する場合がほとんどであり、カマキリのような対にならない単一の耳は非常に珍しい。なお、カマキリの鼓膜器官では機能的に音の方向性を知覚することはできないとされる。
解剖学的・神経生理学的にいくつかのタイプに分類でき、二次的な喪失や、同一種内でも雌雄で異なるタイプを示す性的二型が見られる場合も多いが、主として25 - 50 kHzの超音波領域にかんする感受性が高い。一般に、超音波聴覚は飛行中にコウモリから襲われることを避けるために役立っていると考えられる。カマキリの場合はいくつかの種の行動試験において、コウモリによる捕食を逃れるために超音波の検知後に飛行パターンを変化（飛行の停止を含む）させる行動が確認されており、また、前述の性的二型は、雌雄の飛行能力の差異による捕食機会の多寡に起因する可能性が示されている。一方で、カマキリが鼓膜器官を獲得した年代はコウモリの出現以前であることが示唆されている。
また、ハナカマキリ科 Hymenopodidae およびいくつかのグループにおいては、後胸に加えて中胸（英語: Mesothorax）にも別の鼓膜器官を有する種が知られている。中胸の鼓膜器官は後胸の鼓膜器官とは独立して機能し、2 - 4 kHzの（ヒトにとっての）可聴音に対して感受性を示し、進化的起源も異にしていると考えられる。カマキリの鼓膜器官は外見から機能しているかどうかを判断することが困難であるため、とくに中胸の鼓膜器官にかんしては明らかになっていないことも多い。

#### 直翅目

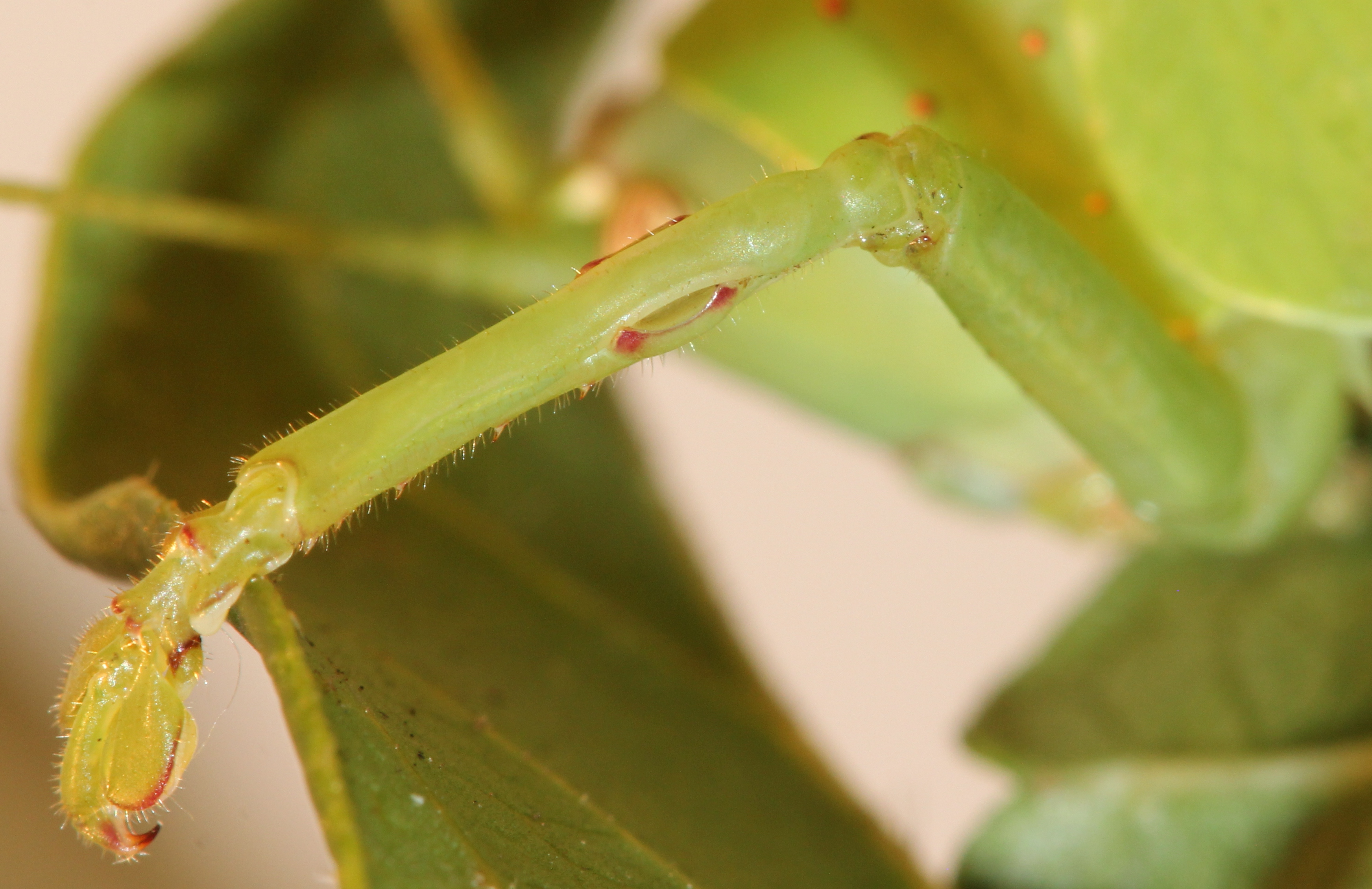
（キリギリス科）の対になった鼓膜。前脚脛節に位置する。

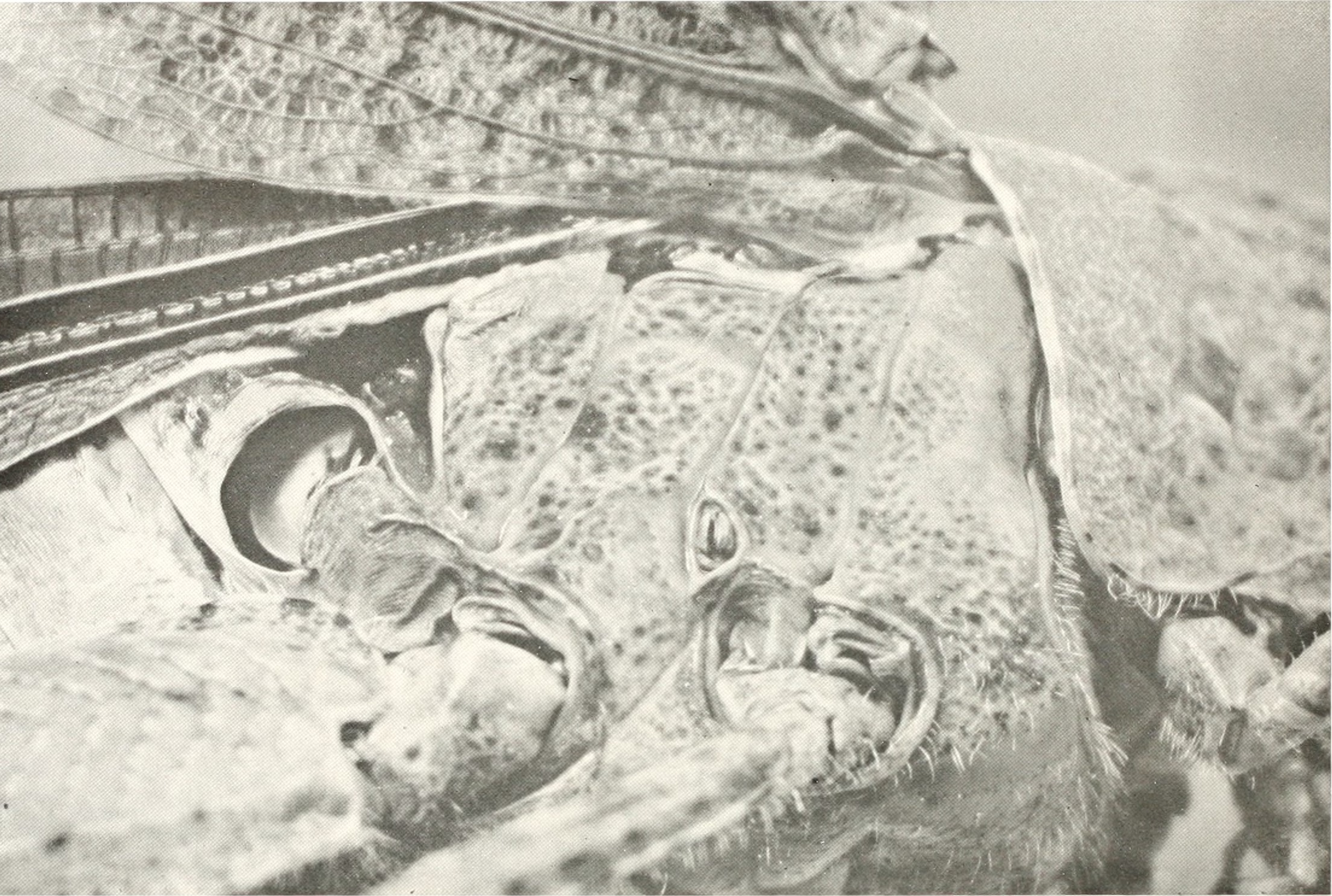
（バッタ科）の鼓膜。腹部に位置する。

直翅目の二大系統であるキリギリス亜目 Ensifera とバッタ亜目 Caelifera の両方で鼓膜器官が見られる。両者の位置は大きく異なり、キリギリス亜目の鼓膜は前脚脛節に、バッタ亜目の鼓膜は腹部の第一腹節側面に位置し、鼓膜器官の進化的な起源や経緯も異なる。直翅目の鼓膜器官の進化は、目内において一般的である種内音響コミュニケーションと密接に関係していると考えられ、進化史研究の際は、発音機構の進化経緯との比較検討が重要視される。
キリギリス亜目における鼓膜器官の獲得は独立してすくなくとも3回発生したと考えられており、上科レベルではケラ上科 Gryllotalpoidea、コオロギ上科 Grylloidea、コロギス上科 Stenopelmatoidea 、Hagloidea上科、キリギリス上科 Tettigonioidea において鼓膜器官が見られ、カマドウマ上科 Rhaphidophoroidea および Schizodactyloidea上科においては鼓膜器官が見られない。上科内においても鼓膜器官の分布には差異が見られ、たとえばコロギス上科のうち鼓膜器官を有するのは Anostostomatidae科に限定され。キリギリス上科およびコオロギ上科の前脚脛節に位置する、前後で対になった鼓膜がよく知られ、それぞれ前鼓膜（anterior tympanal membrane）および後鼓膜（posterior tympanal membrane）と呼ばれる。前鼓膜は音受容器としてはほぼ機能しない。本亜目においては、鼓膜を有するグループが翅の発音機構を有するのに対して、翅を失ったグループが鼓膜器官による聴覚を二次的に喪失する傾向が知られている。そのため、鼓膜器官の初期進化こそ不明であるものの、本亜目においては鼓膜器官と翅の発音機構が共進化してきた可能性がよく指摘される。
バッタ亜目における鼓膜器官は Pyrgomorphoidea上科およびバッタ上科 Acridoidea においてのみ見られる。キリギリス亜目とは対照的に、鼓膜器官による聴覚と発音能力との関係は密接ではない。系統分析からも、本亜目においては鼓膜器官による聴覚が先行し、性的な音響コミュニケーションが遅れて獲得されたことが示唆されており、本亜目における鼓膜器官の進化は、音響コミュニケーションとは別々に獲得されたものであると考えられている。
バッタ亜目においては、特殊化した鼓膜を持たないにもかかわらず高い聴覚感度を示す Pneumoridae科の存在が特異な例外として知られている。本科に属する Bullacris membracioides は、第一腹節から第六腹節までの各腹節側面に計6対の聴覚器官を有する。この聴覚器官は鼓膜を持たないにもかかわらず高度な聴覚を実現しており、本種のメスは2 km離れた場所のオスの鳴き声を感知できるという。この聴覚器官は弦音器官から構成されており、とくに第一腹節の聴覚器官はバッタ上科の鼓膜器官と相同であるなど、亜目内における鼓膜器官の進化を考えるうえで興味深い事例となっている。

#### 半翅目

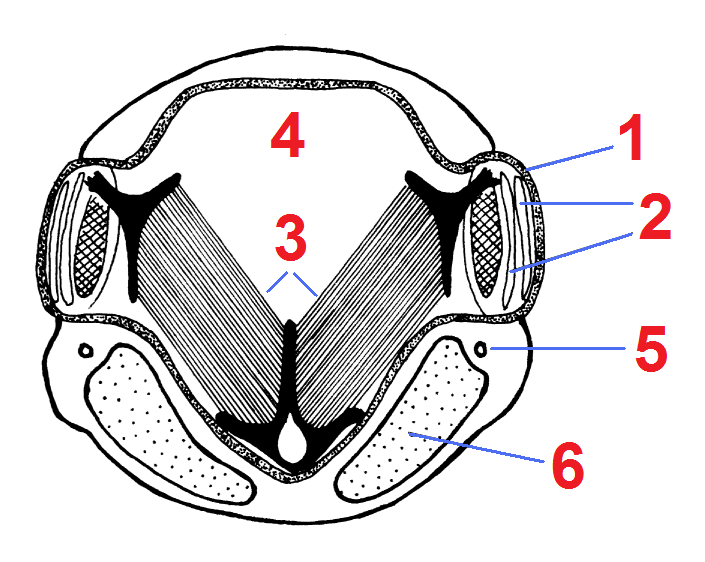
セミ科の腹部横断面模式図。1が発音膜、6が鼓膜を示す。

セミ科 Cicadidae およびミズムシ科 Corixidae において鼓膜器官が知られている。どちらの科においても、鼓膜を有する種において、発音行動が確認されており、音響信号を用いた種内コミュニケーションと鼓膜器官による聴覚の間に密接な進化的関係がある可能性が示唆される。
セミ科の鼓膜は第二腹節腹面に位置する。セミはオスが発音膜（英語: Tymbal）を用いて非常に大きな声で鳴くことがよく知られるが、鼓膜器官は基本的に雌雄両方に見られる。セミのオスの鼓膜は発音機構の一部としても機能し、第一腹節に位置する発音膜とは互いに近い位置にあり、密接に関係している。したがって、セミのオスが鳴く時、自身の鳴き声によって、音受容器としての鼓膜器官には大きな刺激が加わることが予想される。一般に、オスの鳴き声に応答する側であるメスの鼓膜器官は、オスの鳴き声の周波数範囲に対して明確な感受性を示す。一方でセミのオスの中には、自身が鳴いている間、鼓膜を折りたたむことで聴覚閾値を調整するものや、自身の鳴き声の周波数範囲に対する鼓膜の感受性が低下しているものが知られており、これらはオスの適応である可能性が示唆されている。
ミズムシ科は中胸に鼓膜を有することが知られる。

#### 鞘翅目
ハンミョウ科 Cicindelidae およびコガネムシ科 Scarabaeidae においてのみ、鼓膜器官が知られる。両分類群の鼓膜器官は位置が大きく異なり、したがって、それぞれ独立して進化したものである可能性が高い。
ハンミョウ科においては、ハンミョウ属 Cicindela では鼓膜器官が一般的であるものの、科レベルでは一般的ではないことが分かっている。ハンミョウの鼓膜は第一腹節背板に位置し、地面にいるときには前翅および後翅によって被覆される場所にある。飛行中に超音波を感知した時、翅の動きによって超音波領域のクリック音を生成する行動が観察されており、コウモリによる捕食から身を守るために鼓膜器官による聴覚を機能させていると考えられるが、よくわかっていないことが多い。
コガネムシ科においては、カブトムシ亜科 Dynastinae の2つの族、Cyclocephalini族および Pentodontini族においてのみ鼓膜器官の存在が知られている。これらの族における鼓膜器官は前胸（英語: Prothorax）の内側、頭部の付け根と胸部前端の接合部近くのいわゆる「首」にあたる部分の背側に位置する。超音波に対して感受性を示すため、本族の鼓膜器官による聴覚もまた、コウモリから身を守るために機能している可能性がある。Euetheola humilis の実験では、歩行時や飛行時には首をのばすことで鼓膜を体の表面に露出させ、超音波を感知すると首をひっこめる行動が観察され、この行動によって聴覚感度を調整している可能性が示唆されている。

#### 脈翅目
クサカゲロウ科 Chrysopidae において、前翅の基部近くの翅脈に位置する鼓膜器官が知られている。鼓膜が気管ではなく体液に裏打ちされていることが本科の鼓膜器官の特異な点のひとつであり、また、本科の鼓膜器官は既知の鼓膜器官の中では最小のものとされる。鼓膜器官を有するクサカゲロウは超音波感受性を示し、コウモリの発する探知用の超音波を感知すると飛行パターンを変化させる回避行動を取ることが確認されている。

#### 双翅目
捕食寄生性のハエであるニクバエ科 Sarcophagidae の Emblemasomatini族およびヤドリバエ科 Tachinidae の Ormiini族において、鼓膜器官が発見されている。両者とも鼓膜器官は前胸の腹側前端部、いわゆる「首」の手前腹側に位置し、解剖学的構造も似通うが、系統的に離れた分類群であるため両者の鼓膜器官は独立して進化したものとされる。Emblemasomatini族はセミを、Ormiini族は直翅目を寄主とすることが知られており、これらの寄生バエのメスは鼓膜器官による聴覚を用い、寄主昆虫のオスが種内コミュニケーションに用いる鳴き声を検知して、効率的に寄主を見つけることができる。寄主の効率的な探索のためには音の方向性を知覚することが重要となるが、これらの寄生バエの鼓膜器官は、左右の鼓膜をつなぐ橋状の構造を用いてこの方向性の知覚を実現していることが明らかになっており、このメカニズムはほかの分類群では知られていない特異なものである。

#### 鱗翅目

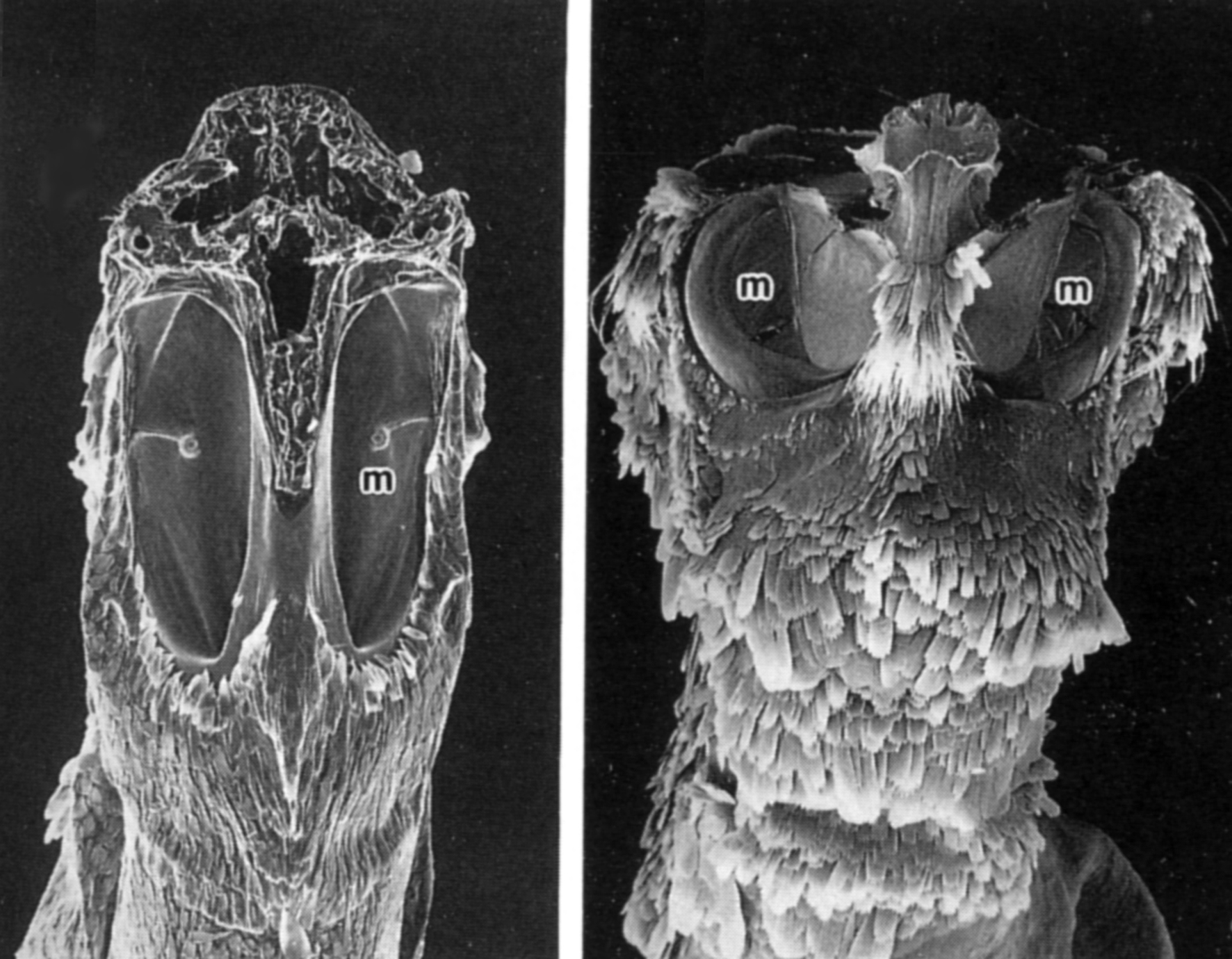
鱗翅目の鼓膜器官二種。胸部を取り除き、腹部を下側から撮影したもの。m は鼓膜（tympanal membrane）を示す。（左：ヒロズコガ科 右：メイガ科）

鱗翅目における鼓膜器官は非常に多様であり、およそ10上科、20科程度から、位置や構造がさまざまな鼓膜器官が報告されており、分類・同定形質のひとつとして用いられる場合もある。しかしながら、グループ内のすべての種で見られるわけではない場合も多く、また、生理的・行動的な機能が確かめられておらず知見が不足しているものも少なくない。。
| 上科和名           | 上科学名      | 口器 | 翅基部 | 胸部 | 腹部 |
| ------------------ | ------------- | ---- | ------ | ---- | ---- |
| ヒロズコガ上科     | Tineoidea     |      |        |      | 〇   |
| ボクトウガ上科     | Cossoidea     |      |        |      | 〇   |
| マドガ上科         | Thyridoidea   |      | 〇     |      |      |
| シャクガモドキ上科 | Hedyloidea    |      | 〇     |      |      |
| アゲハチョウ上科   | Papilionoidea |      | 〇     |      |      |
| メイガ上科         | Pyraloidea    |      |        |      | 〇   |
| カギバガ上科       | Drepanoidea   |      |        |      | 〇   |
| シャクガ上科       | Geometroidea  |      |        |      | 〇   |
| ヤガ上科           | Noctuoidea    |      |        | 〇   |      |
| スズメガ上科       | Sphingoidea   | 〇   |        |      |      |

夜行性の鱗翅類にとって、コウモリは最大の天敵のひとつである。上で示した上科の中でも大きなグループであるメイガ上科、シャクガ上科、ヤガ上科の3上科においては鼓膜器官による超音波聴覚が広く一般的に見られることが知られており、また、コウモリがいない環境へと進出したり、夜行性から昼行性へと移行したグループでは超音波聴覚の二次的な喪失がしばしば発生することなども報告されている。そのため、夜行性鱗翅類の鼓膜器官は、まず第一にコウモリに対する捕食者検知・捕食回避のために進化し、現在もそのために機能しているものであると考えられる。コウモリの超音波を感知した際、夜行性鱗翅類は飛行ルートやパターンの変化、飛行や歩行の停止などの捕食回避行動を取るが、どのような行動をとるかは分類群やコウモリとの相対的な距離によって異なる傾向がある。コウモリに対してより積極的な行動を示すものも知られ、たとえば、ヒトリガ科 Arctiidae においては、コウモリの超音波を検出した際に自らも超音波を発することでコウモリから積極的に身を守ることができるものが知られている。この発音行動にかんしては、自らが有毒であることをコウモリに知らせる警告音であるとする説が有力である。
鱗翅類においては、種内の音響コミュニケーションのために鼓膜器官が機能していると考えられるものも知られる。たとえば、前述したヒトリガ科の一部のほか、ヤガ上科やメイガ上科の一部の種で、オスによる超音波の生成とメスによる応答が交尾行動の一環として観察される。このような超音波を用いた種内コミュニケーションは、もともとコウモリを対象とした捕食回避のために進化した超音波聴覚を転用することで二次的に発達したものである可能性が示唆されている。実際に、オスが生成する超音波信号とコウモリの超音波が周波数的には区別できないなどの興味深い事例が知られているが、音響信号を介して種内コミュニケーションを行うことが実際に確認されている種は非常に少なく、よくわかっていないことも多い。
ほとんどの種が昼行性であるアゲハチョウ上科においては、タテハチョウ科 Nymphalidae の一部で、翅の基部に位置する Vogel's organ と呼ばれる鼓膜器官の存在が知られている。この鼓膜器官は超音波に対して感受性を示さず、鳥の羽音の感知や種内音響コミュニケーションのために機能していると考えられる例も報告されているが、全体としてはよくわかってはいないことが多い。
鱗翅類における鼓膜器官の位置は前述のように多様であるが、なかでも特異なのはスズメガ科の Choerocampina亜族が口器に有する鼓膜器官である。本亜族の鼓膜器官は、内部が空洞になり鼓膜として機能する下唇鬚（labial palpus ）と、鼓膜の振動を機械刺激として受容するlabral pilifer と呼ばれる部位によって構成される。また、スズメガ科においては Acherontiina 亜族でも類似した構造の聴覚器官が見られるが、こちらの亜族では下唇鬚自体ではなく、下唇鬚表面に束になって生える鱗粉が鼓膜とおなじ機能を果たすため、こちらは厳密な意味では鼓膜とは見なされない。これらのスズメガの聴覚器官は超音波に対する感受性を示し、コウモリに対する回避行動のために機能していると考えられる。